# Марк Фабій Вібулан (консул 442 року до н. е.)
Марк Фа́бій Вібула́н (лат. Marcus Fabius Vibulanus; V століття до н. е.) — політичний та військовий діяч Римської республіки, консул 442 року до н. е.

## Біографічні відомості
Походив з патриціанського роду Фабіїв. Був сином Квінта Фабія Вібулана, тричі консула 467, 465 та 459 років, який залишився чи не єдиним живим представником роду Фабіїв після нищівної битви при Кремері 477 року до н. е., коли загинуло 330 представників цього роду. Брати Марка Фабія — Квінт Фабій Вібулан Амбуст та Нумерій Фабій Вібулан також були консулами свого часу.
У 442 році до н. е. Марка Фабія було обрано консулом разом з Постумом Ебуцієм Гельвою Корніценом. В їхню каденцію консулам вдалося вивести колонію в Ардею, причому містянам була повернута земля, яку в них несправедливо вилучив до цього римський суд. Як тільки каденція їх закінчилась, було спроба притягнути вже колишніх консулів до суду, але вони виїхали до Ардеї, чим уникнули судового переслідування.  
У 437 році до н. е. Марк Фабій був легатом у диктатора Мамерка Емілія Мамерціна, де вдало проявив себе, бувши одним з тих, хто добився перемоги над військами міст Фідени та Вейї. 
У 433 році його було обрано військовим трибуном з консульською владою разом з Марком Фослієм Флакцінатором і Луцієм Сергієм Фіденатом. Разом з колегами боровся проти моровиці та голоду в Римі.
У 431 році до н. е. Марка Фабія знову призначили легатом. Він командував кіннотою у значній битві проти об'єднаних армій еквів та вольськів. Був поранений у стегно, але лишився надалі битися на полі бою незважаючи на рану.
Подальша доля Марка Фабія Вібулана невідома. 

## Сім'я
- Сини:

- Квінт Фабій Амбуст, консул 412 року до н. е.
- Нумерій Фабій Амбуст, військовий трибун з консульською владою 406 і 390 років до н. е.
- Цезон Фабій Амбуст, військовий трибун з консульською владою 404, 401, 395 і 390 років до н. е.